# Воєводза
Воєводза (пол. Wojewodza) — село в Польщі, у гміні Беляви Ловицького повіту Лодзинського воєводства.
Населення — 118 осіб (2011).
У 1975-1998 роках село належало до Скерневицького воєводства.

## Демографія
Демографічна структура станом на 31 березня 2011 року:
|          | Загалом | Допрацездатний вік | Працездатний вік | Постпрацездатний вік |
| -------- | ------- | ------------------ | ---------------- | -------------------- |
| Чоловіки | 55      | 10                 | 38               | 7                    |
| Жінки    | 63      | 9                  | 35               | 19                   |
| Разом    | 118     | 19                 | 73               | 26                   |